# Matt Peart
Matthew Peart (Kingston, 11 de junio de 1997) más conocido como Matt Peart, es un jugador profesional jamaiquino de fútbol americano que se desempeña en la posición de offensive tackle en New York Giants, equipo de la National Football League (NFL).

## Carrera
Fue seleccionado en la tercera ronda en la Reunión Anual de Selección de Jugadores de la NFL de 2020. Hizo su debut profesional con el equipo New York Giants, donde lleva jugando cuatro temporadas.